# تذكرة للعمل
برنامج تذكرة العمل والاكتفاء الذاتي لإدارة الضمان الاجتماعي في الولايات المتحدة هو المحور الرئيسي لقانون تذكرة العمل وتحسين حوافز العمل لعام 1999.
هذا البرنامج المجاني والطوعي يدعم تطوير المسيرة المهنية للأشخاص الذين يتلقّون مزايا العجز عن العمل من الضمان الاجتماعي. يساعد برنامج التذكرة المستفيدين المؤهلين على التوجه نحو الاستقلال المالي من خلال ربطهم بمقدمي الخدمات للحصول على خدمات ودعم مرتبط بالعمل للنجاح في سوق العمل.
أي شخص تتراوح أعمارهم بين 18 و64 عامًا ويتلقى مزايا تأمين دخل العجز من الضمان الاجتماعي بموجب الباب الثاني من قانون الضمان الاجتماعي و/أو مدفوعات دخل الضمان التكميلي بموجب الباب السادس عشر من قانون الضمان الاجتماعي مؤهل لبرنامج التذكرة. يمكن للمستفيدين أن يخصصوا تذكرتهم إلى شبكة تشغيل أو يتلقوا خدمات من وكالة إعادة التأهيل المهني الحكومية في الولاية التي يقيمون فيها.
مقدم الخدمة الذي يختاره الشخص يتحقق من أهليته. ويمكن أيضًا تحديد حالة الأهلية بالاتصال بخط المساعدة لبرنامج تذكرة العمل على الرقم 1‑866‑968‑7842 / 1‑866‑833‑2967 (للمكفوفين)، من الإثنين إلى الجمعة، من الساعة الثامنة صباحًا حتى الثامنة مساءً بالتوقيت الشرقي. يجيب ممثلو خط المساعدة المدربون على الأسئلة حول الحوافز المتعلقة بالعمل من الضمان الاجتماعي والأسئلة العامة حول كيفية تأثير الدخل المكتسب على مزايا العجز. كما يمكنهم تقديم قائمة بمقدمي الخدمات المعتمدين للمستفيدين.
الأنواع المتاحة من الخدمات تعتمد على مقدم الخدمة الذي يختاره المستفيد واحتياجاته الشخصية. غالبًا ما تشمل الخدمات التوجيه المهني، والمساعدة في البحث عن عمل والتوظيف، وخدمات دعم مستمرة في العمل. وقد تتوفّر خدمات أخرى مثل تقديم المشورة بشأن المزايا، والنقل، والمساعدة في تهيئة مكان العمل، إما من مقدم الخدمة المختار أو من خلال إحالات إلى منظمات أو وكالات أخرى. يمكن للمشاركين اختيار مقدم خدمة مختلف في أي وقت.

## تاريخ
قانون تذكرة العمل وتحسين حوافز العمل لعام 1999 يوفر للمستفيدين المؤهلين من تأمين دخل العجز وضمان الدخل التكميلي مجموعة من الخدمات المرتبطة بالعمل لدعم تحركهم نحو الاستقلال المالي عبر العمل. يتضمن القانون أيضًا أحكام إعادة التفعيل السريع وتحسينات في امتداد شراء التأمين الطبي (ميديكير) والتأمين الصحي للمحتاجين (ميديكيد).
وجّه القانون مفوض الضمان الاجتماعي لإنشاء برنامج تذكرة العمل والاكتفاء الذاتي. يوسع البرنامج عدد وأنواع مقدمي الخدمات المتاحين للأفراد الذين يتلقون مزايا تأمين دخل العجز و/أو ضمان الدخل التكميلي. من خلال البرنامج، يحصل مقدمو الخدمات المعتمدون على مدفوعات نقدية بناءً على الإنجازات المتعلقة بالعمل للمستفيدين الذين يسجلون في خدماتهم. ويتطلب القانون أيضًا من الضمان الاجتماعي تقييم البرنامج، وبناءً على ملاحظات المتابعة، بما في ذلك دراسة أجريت عام 2004، صدر تعديل للائحة البرنامج في عام 2008 لتحسينه للمقدمين والمستفيدين على حد سواء.

## كيفية عمل تذكرة العمل
يوصل برنامج تذكرة العمل مستفيدي الضمان الاجتماعي من ذوي العجز الذين تتراوح أعمارهم بين 18 و64 عامًا بخدمات توظيف مجانية. تساعد هذه الخدمات المستفيدين على اتخاذ قرارات واعية بشأن العمل، والاستعداد للعمل، والعثور على وظيفة أو المحافظة على النجاح فيها. قد يتلقى المشاركون استشارات مهنية، وإعادة تأهيل مهني، و/أو توظيف وتدريب من مقدم خدمة معتمد ضمن برنامج التذكرة. يمكن للمستفيد الاتصال بعدة مقدمي خدمات قبل تخصيص تذكرته لمقدم خدمة. يجب أن يوافق كل من المستفيد ومقدم الخدمة المختار على العمل معًا.

### مقدمو خدمات تذكرة العمل
يتعهد مقدمو الخدمات في برنامج تذكرة العمل بمساعدة مستفيدي الضمان الاجتماعي من ذوي الإعاقة للوصول إلى دعم وخدمات التوظيف. قد يُقدّم مقدمو الخدمات التخطيط المهني، والاستشارة بشأن المزايا، والتوظيف، والتدريب، أو المناصرة القانونية. الأنواع الخمسة لمقدمي الخدمات هي:
- وكالات إعادة التأهيل المهني الحكومية: تقدّم خدمات حكومية مثل التدريب المكثف، والتعليم، وإعادة التأهيل، ودعم العمل للأشخاص ذوي الإعاقة الراغبين في العمل.
- شبكات التشغيل: هي مجموعات عامة أو خاصة تعقد اتفاقًا مع الضمان الاجتماعي لتقديم خدمات دعم التوظيف المجانية للمستفيدين. قد تقدّم تخطيطًا مهنيًا، وفرص عمل، وتوظيفًا، ودعمًا مستمرًا.
- شبكات القوى العاملة: جزء من نظام القوى العاملة العامة في الولاية، وتوفّر الوصول إلى خدمات دعم توظيف إضافية، بما في ذلك برامج تدريب وبرامج خاصة للشباب والمحاربين القدامى.
- مشروع التخطيط والمساعدة لحوافز العمل: يقدّم استشارات مجانية بشأن المزايا لمستفيدي الضمان الاجتماعي لمساعدتهم على اتخاذ قرارات مستنيرة بشأن العمل. ويخدم المشروع من: يعملون حاليًا، لديهم عرض عمل معلّق، يجري مقابلات، أو قد خضعوا لمقابلة في آخر ٣٠ يومًا، أو لديهم مقابلة عمل مجدولة خلال الأسبوعين القادمين، أو هم من المحاربين القدامى، أو تتراوح أعمارهم بين 14 و25، حتى لو لم يكونوا يبحثون عن عمل حاليًا.
- منظمات الحماية والمناصرة لمستفيدي الضمان الاجتماعي: تقدّم دعمًا قانونيًا، ومناصرة، ومعلومات لمساعدة المستفيدين على حل المشاكل المتعلقة بتوظيف ذوي الإعاقة، مثل استئناف قرارات وكالات إعادة التأهيل أو شبكات التشغيل، وطلب تسهيلات معقولة في مكان العمل أو الصفوف الدراسية أو التدريب أو برامج الترخيص، والمساعدة في قضايا قانونية أخرى عرقلت التوظيف، مثل النقل.

#### خطة العمل
بمجرد أن يقرر المستفيد ومقدم الخدمة العمل معًا، يضعان بشكل مشترك خطة عمل لمساعدة المستفيد على تحقيق أهدافه المهنية والوصول في نهاية المطاف إلى مستقبل مالي مستقل. تشمل خطة العمل (المعروفة أيضًا باسم خطة العمل الفردية أو خطة التوظيف الفردية أو خطة العمل الفردية) تحديد هدف التوظيف الخاص بالمستفيد والخدمات والدعم المجاني الذي يقدمه مقدم خدمة تذكرة العمل. يعمل المستفيد ومقدم الخدمة معًا حتى الوصول إلى الهدف الوارد في الخطة. تقدّم العديد من شبكات التشغيل خدمات دعم مستمرة بعد حصول المستفيد على وظيفة. غالبًا ما تُساعد هذه الخدمات المستفيد على الحفاظ على وظيفته أو التقدّم فيها أو الحصول على وظيفة أكثر رغبة.

### إحراز التقدم في المواعيد المحددة بعد تخصيص التذكرة
إحراز التقدم في الوقت المحدد يعني اتخاذ الخطوات المتفق عليها نحو التوظيف ضمن الأطر الزمنية التي تحددها الضمان الاجتماعي. من أمثلة خطوات العمل:
- تلقي التعليم والتدريب اللازم للنجاح في العمل
- الحصول على وظيفة والبقاء في العمل
- تقليل الاعتماد على مزايا تأمين دخل العجز أو ضمان الدخل التكميلي
- تحقيق دخل كافٍ يؤدي إلى توقّف مدفوعات المزايا

تجري الضمان الاجتماعي مراجعة دورية تُسمى مراجعة إحراز التقدّم في الوقت المحدد لتحديد ما إذا كان المستفيد يحقّق "تقدمًا في الوقت المحدد" وفق خطة العمل الخاصة به.